# Rufoclanis rosea
Rufoclanis rosea là một loài bướm đêm thuộc họ Sphingidae. Loài này có ở forests ở Burkina Faso, Ghana, Cameroon, Gabon, Cộng hòa Trung Phi, Tanzania và Uganda.
Chiều dài cánh trước khoảng 30–32 mm đối với con đực. Con cái lớn hơn, với cánh tròn hơn. Cánh trước màu nâu ô liu rất nhạt với các vạch ngang hẹp.